# Cosmotoma zikani
Cosmotoma zikani är en skalbaggsart som beskrevs av Julius Melzer 1927. Cosmotoma zikani ingår i släktet Cosmotoma och familjen långhorningar. Inga underarter finns listade i Catalogue of Life.